# Ibtissam Bouharat
Ibtissam Bouharat (arabisch: )إبتسام بوحرات (* 2. Januar 1990 in Berchem) ist eine ehemalige belgisch-marokkanische Fußballspielerin.

## Karriere

### Verein
Bouharat startete ihre Karriere mit Dilbeek Sport. 2005 ging sie nach Brüssel zu RSC Anderlecht und begann ihre Profikarriere, wo sie aber nicht zum Zuge kam und bereits im Sommer 2006 zu KV Mechelen wechselte.
In drei Jahren bei Mechelen kam Bouharat nicht über die Reservistenrolle hinaus und verließ den Verein Richtung DVK Haacht. Im Sommer 2010 verließ sie den Tweede Klasse und ging für ein Jahr zu Eva's Tienen / Westerlo. Am 25. Mai 2011 spielte sie zusammen mit Romelu Lukaku, Vadis Odjidja, Faris Haroun und François Kompany in einem Benefizspiel gegen Rassismus.
Sie spielte bis zum 30. Juni 2011 in Tienen und schloss sich dann der Frauenfußballabteilung des Lierse SK an.
Seit 20. Mai 2012 steht sie bei Standard Lüttich unter Vertrag. Nachdem Bouharat 13 Spiele und 2 Tore für Standard Feminina erzielt hatte, verließ sie Lüttich und wechselte zum RSC Anderlecht nach Brüssel. Nach nur einem Jahr wechselte sie im Sommer 2014 zu den PSV Vrouwen in die Niederlande und beendete hier 2016 mit nur 26 Jahren ihre Spielerinnenkarriere.

### Nationalmannschaft
Bouharat ist seit Januar 2011 Nationalspielerin für die Marokkanische Fußballnationalmannschaft der Frauen, nachdem sie zuvor 4 Jahre lang für diverse Juniorenmannschaften Belgiens auflief.

### Trainer
Im Sommer 2009 wurde sie von Diegem Sport als Trainerin der männliche C-Jugend verpflichtet.

## Privates
Bouharat begann 2010 ihr Studium in Engineering Management an der Solvay Brussels School.